# Pierre Amédée Jaubert

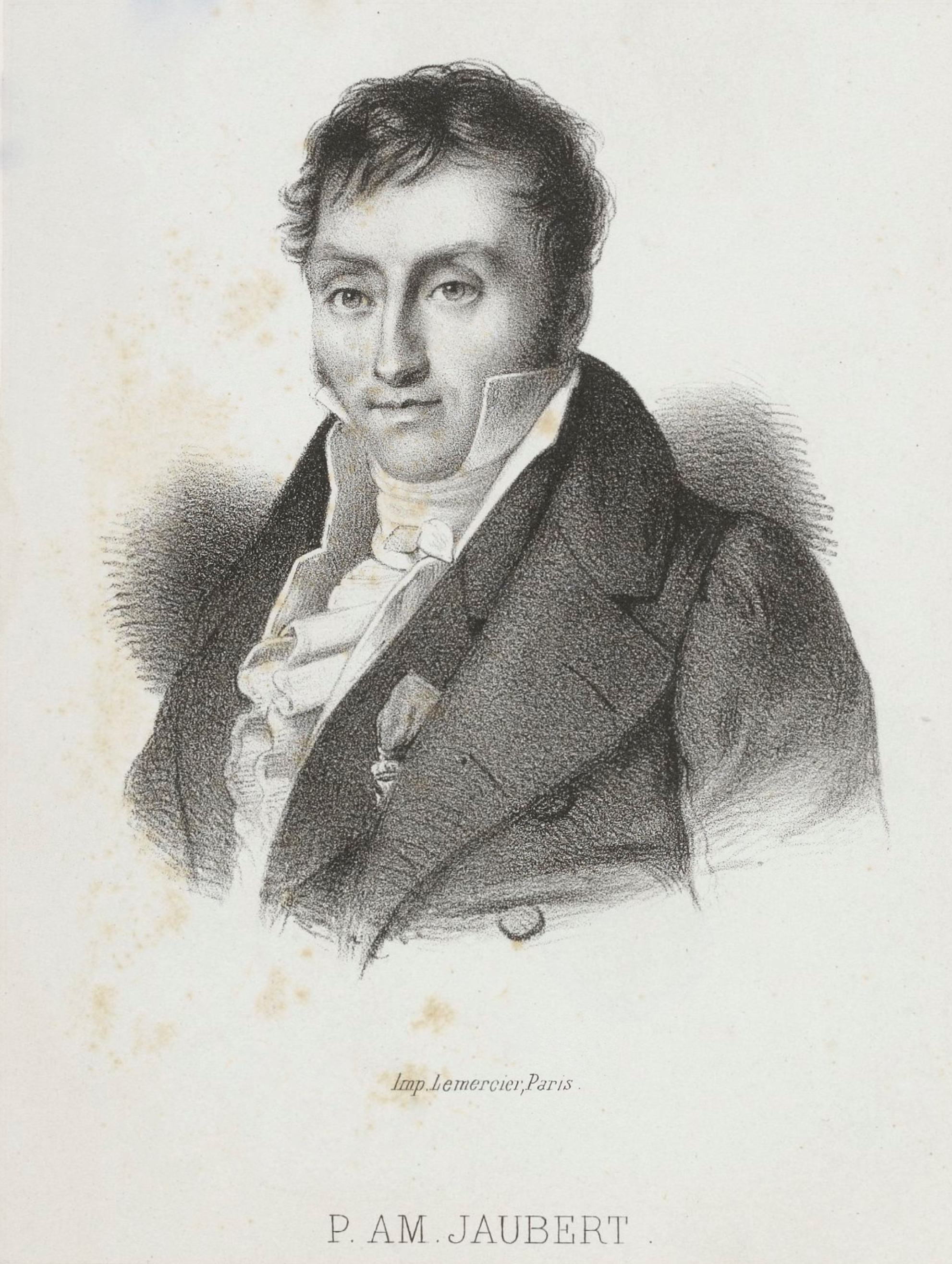
Pierre Amédée Jaubert

Pierre Amédée Jaubert (* 3. Juni 1779 in Aix-en-Provence; † 30. Januar 1847 in Paris) war ein französischer Orientalist.
An der École spéciale des langues orientales war Jaubert Schüler von Silvestre de Sacy, einer seiner Mitschüler war Étienne Marc Quatremère. Im Alter von 18 Jahren begleitete er Napoléon Bonaparte auf dessen ägyptischem Feldzug als Dolmetscher und wurde bald darauf auch dessen Sekretärdolmetscher. In dieser Stellung übersetzte er dessen Proklamationen und Korrespondenzen mit den Stammesführern in die Landessprache.
Ab 1802 wirkte Jaubert mehrere Jahre als Dolmetscher bei der französischen Gesandtschaft in Konstantinopel und Persien und erhielt dann den Posten eines Geschäftsträgers in Konstantinopel. Nach seiner halbjährigen Gefangenschaft im Ishak-Pascha-Palast an der Ostgrenze der heutigen Türkei brachte er die erste Kunde über dieses Bauwerk nach Europa. Zu Beginn der Restauration trat er zurück und zog sich ins Privatleben zurück.
1818 unternahm er eine neue Reise in den Orient, um im Auftrag der Regierung tibetische Ziegen einzukaufen, von denen er 400 Stück nach Frankreich brachte. In der Folge wurde er zum Professor des Persischen am Collège de France und 1841 zum Staatsrat und Pair ernannt. 1809 wurde er zum korrespondierenden Mitglied der Königlich Niederländischen Akademie der Wissenschaften gewählt. Seit 1831 war er auch Mitglied der Académie des Inscriptions et Belles-Lettres und wurde u. a. mit Arbeiten am Dictionnaire français-berbère betraut.

## Werke (Auswahl)
Als Autor
- Voyage en Arménie et en Perse, fait dans les années 1805 et 1806, accompagné d’une carte des pays compris entre Constantinople et Téhéran, dressée par M. le chef d’escadron Lapie, suivi d’une notice sur le Ghilan et le Mazenderan, par M. le colonel Trézel. 1821, zweite Auflage: Paris 1860
- Élémens de la grammaire turke, à l’usage des élèves de l’École royale et spéciale des langues orientales vivantes. 1823, zweite Auflage: Paris 1833

Als Übersetzer
- Edrisi: Geographie. Paris 1836–40 (2 Bde.)